# Vilne, Novomîkolaiivka
Vilne (în ucraineană Вільне) este un sat în comuna Novoivankivka din raionul Novomîkolaiivka, regiunea Zaporijjea, Ucraina.

## Demografie
Componența lingvistică a localității Vilne
     Ucraineană (91,84%)
     Rusă (8,16%)
Conform recensământului din 2001, majoritatea populației localității Vilne era vorbitoare de ucraineană (91,84%), existând în minoritate și vorbitori de rusă (8,16%).